# Neckeropsis pocsii
Espèce
Statut de conservation UICN

 CR B1+2c : 
En danger critique
Neckeropsis pocsii est une espèce de plantes de la famille des Neckeraceae.

## Publication originale
- The Bryologist 97: 171. f. 1–9. 1994.